# Jean Bichelonne

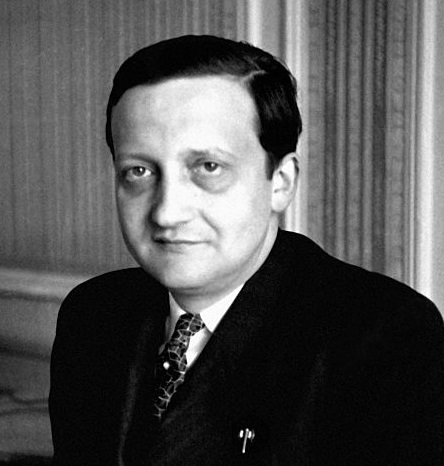
Jean Bichelonne um 1940

Jean Bichelonne (* 1904 in Bordeaux; † 21. Dezember 1944 in Lychen) war ein französischer Politiker und Mitglied des Vichy-Regimes.

## Leben
Als Sohn eines Arztes aus Bordeaux absolvierte Bichelonne 1923 die École polytechnique und zeichnete sich schon früh durch brillante organisatorische Begabung und ein photographisches Gedächtnis aus. Bichelonne begann seine Karriere unter dem Front populaire in der Verstaatlichung von Eisenbahnen.
Nach der Errichtung des Vichy-Regimes wurde er zum Leiter eines Amtes namens Office central de répartition des produits industriels ernannt, das die Verteilung von Rohstoffen innerhalb der neu errichteten staatlichen Organisationsausschüsse festlegte. Mit Pierre Pucheu, Jacques Barnaud und François Lehideux gehörte Bichelonne zu einer Gruppe von organisatorisch aktiven Technokraten in Frankreich zu Beginn des Zweiten Weltkriegs.
Am 18. April 1942 wurde Bichelonne zum Staatssekretär für industrielle Produktion im Rang eines Ministers ernannt. Ein ihm nahe stehender Unternehmer war Marcel Boussac. In dieser Funktion sah Bichelonne sich mit Forderungen von Fritz Sauckel konfrontiert, dem Deutschen Reich Zwangsarbeiter zur Verfügung zu stellen. Es gelang ihm, Sauckels Forderungen teilweise zu umgehen, indem er mit Albert Speer im September 1943 eine Vereinbarung abschloss, wonach statt der von Sauckel geforderten Anzahl von über einer Million Zwangsarbeiter schließlich rund 300.000 zur Verfügung gestellt wurden. Zudem ließ Speer in Frankreich sowie in weiteren besetzten Ländern „Sperrbetriebe“ bzw. „S-Betriebe“ einrichten, deren Beschäftigte nicht nach Deutschland geschickt wurden. Dies führte zu Auseinandersetzungen zwischen Speer und Sauckel.
Im November 1943 löste Bichelonne Hubert Lagardelle als Arbeitsminister ab. Als das Ende des Vichy-Regimes nahte, zog Bichelonne nach Sigmaringen, erkrankte dort und wurde von der SS in die Heilanstalten Hohenlychen eingeliefert, wo offiziell sein Tod durch Lungenembolie festgestellt wurde; die tatsächlichen Umstände seines Todes sind jedoch nicht geklärt. Der Historiker Éric Branca gibt an, dass Bichelonne zuvor verunfallt war und darauf nach einem operativen Eingriff in der von der SS genutzten Heilanstalt starb. Der operierende Arzt war Karl Gebhardt.